# Carlos Machado Bittencourt
Carlos Machado Bittencourt (Porto Alegre, 12 april 1840 - Rio de Janeiro, 5 november 1897), was een Braziliaans militair en politicus.

## Biografie
Carlos Machado Bittencourt werd op 12 april 1840 geboren te Porto Alegre, Rio Grande do Sul. Reeds op jonge leeftijd nam hij dienst bij het leger. Hij studeerde aan de militaire school en begon daarna aan een carrière bij de cavalerie. Hij nam deel aan de Oorlog van de Drievoudige Alliantie (Argentinië, Brazilië en Uruguay tegen het Paraguay van Francisco Solano López). Hij diende onder de generaals Manuel Luís Osório en Andrade Neves. Hij onderscheidde zich bij de Slag om Tuyutí (1866) en werd vanwege bewezen moed bevorderd tot kapitein. In de periode hierna doorliep hij de hogere officiersrangen en bereikte de rang van generaal.
Carlos Machado Bittencourt werd in 1890 commandant van het zesde militaire district. Van 13 mei tot 24 mei 1890 was hij, na het aftreden van Francisco da Silva Tavares, korte tijd gouverneur van de deelstaat Rio Grande do Sul. In 1897 werd hij bevorderd tot maarschalk en op 17 mei 1897 werd hij minister van Oorlog onder president Prudente de Morais. Hij was minister van Oorlog tijdens de laatste fase van de Oorlog van Canudos.

## Dood van Bittencourt
Carlos Machado Bittencourt woonde op 5 november 1897 een receptie bij om het einde van de Oorlog van Canudos te vieren. President Prudente de Morais was hier ook bij aanwezig. Tijdens de receptie stormde een met een pistool gewapende man op de president af met de bedoeling hem dood te schieten. Maarschalk Bittencourt greep de man beet en probeerde hem te ontwapenen, hierbij ging het wapen echter af en Bittencourt werd geraakt. De maarschalk was zwaargewond en stierf korte tijd later aan zijn verwondingen.

## Militaire loopbaan
- Kapitein: 1866
- General de Brigada: 1890
- Marechal 1895

## Onderscheidingen
- Ridder in de Orde van de Roos in 1875
- Medaille voor militaire Verdienste in 1873